# Alice Springs Town
Koordinaten: 23° 44′ S, 133° 50′ O

Der Alice Springs Town ist eine Local Government Area (LGA) im Northern Territory von Australien. Das Gebiet ist 327,7 km² groß und hat etwa 26.000 Einwohner.
Alice Springs Town umfasst im Wesentlichen die Stadt Alice Springs sowie einige angrenzende Gebiete. Die Stadt liegt im Zentrum Australiens auf halbem Weg zwischen Darwin an der Nordküste und Adelaide an der Südküste Australiens (jeweils etwa 1300 km entfernt). Ost- und Westküste sind ca. 2000 km entfernt. Stadtteile und Ortschaften in der LGA sind: Alice Springs, Araluen, Arumbera, Braitling, Ciccone, Connellan, Desert Springs, East Side, Flynn, The Gap, Gillen, Ilparpa, Irlpme, Kilgariff, Larapinta, Mount Johns, Ross, Sadadeen, Stuart, Undoolya und White Gums. Der Verwaltungssitz liegt in der Stadt Alice Springs, in der etwa 24.900 Einwohner leben.
Connellan im Südosten ist der Standort des Alice Springs Airport.

## Verwaltung
Der Alice Springs Town Council hat 9 Mitglieder. 8 Councillor und der Ratsvorsitzende und Mayor (Bürgermeister) werden von allen Bewohnern des Towns gewählt. Das Gebiet ist nicht in Bezirke untergliedert.
Mit dem 1. Juli 1971 erhielt Alice Springs den Status einer Municipality und lokale Selbstverwaltung. Der erste Council bestand aus dem Mayor (Bürgermeister) und 8 Aldermen, die Bezeichnung wurde 2012 in Councillor geändert. Zwischen 1977 und 2008 lag die Zahl der Ratsmitglieder bei 10.